# 短叶黄杉
短叶黄杉（学名：Pseudotsuga brevifolia）为松科黄杉属下的一个种。

## 扩展阅读
- 維基物種上的相關：短叶黄杉